# Reusel-De Mierden
Reusel-De Mierden és un municipi de la província del Brabant del Nord, al sud dels Països Baixos. L'1 de gener del 2009 tenia 12.455 habitants repartits sobre una superfície de 78,65 km² (dels quals 0,7 km² corresponen a aigua). Limita al nord amb Ravels i Hilvarenbeek, a l'est amb Bladel i al sud amb Arendonk i Mol.

## Centres de població
- Hooge Mierde
- Hulsel
- Lage Mierde
- Reusel

## Ajuntament
- VVD 4 regidors
- CDA 4 regidors
- Samenwerking 4 regidors
- PvdA 3 regidors